# Faouzi Bensaïdi
Faouzi Bensaïdi (en arabe :فوزي بن السعيدي), né le 14 mars 1967 à Meknès, est un réalisateur, scénariste et acteur marocain.

## Biographie
Faouzi Bensaidi suit une formation de comédien à l'Institut d'art dramatique et d'animation culturelle de Rabat puis au Conservatoire national supérieur d'art dramatique de Paris en 1995. Après plusieurs mises en scène au théâtre, il passe à la réalisation de courts métrages à partir de 1997 avec notamment La Falaise qui obtient 23 récompenses dans des festivals. Il co-écrit le scénario de Loin d'André Téchiné en 1999, puis signe son premier long métrage Mille mois en 2003.
Son film Volubilis est sélectionné dans la section Venice Days à la Mostra de Venise 2017.
En 2023-2024, il est pensionnaire de la Casa de Velázquez à Madrid. 

## Filmographie

### Réalisateur
- 1999 : La Falaise (court métrage)
- 2000 : Le Mur (court métrage)
- 2001 : Trajets (court métrage)
- 2003 : Mille mois
- 2006 : WWW. What A Wonderful World
- 2011 : Mort à vendre
- 2017 : Volubilis
- 2022 : Jours d'été[4]
- 2023 : Déserts

### Scénariste
Faouzi Bensaïdi est scénariste de toutes ses réalisations excepté La Falaise.
- 2001 : Loin d'André Téchiné

### Acteur
- 1997 : Mektoub de Nabil Ayouch : Kamel Raoui
- 2000 : Tresses de Jillali Ferhati
- 2001 : Le Cheval de vent de Daoud Aoulad-Syad : Driss
- 2001 : Loin d'André Téchiné : le contact à Algésiras
- 2003 : Mille mois : Samir
- 2006 : WWW. What A Wonderful World : Kamel
- 2011 : Mort à vendre : inspecteur Dabbaz
- 2011 : Goodbye Morocco de Nadir Moknèche : Ali
- 2014 : Saint Laurent de Bertrand Bonello : le majordome
- 2015 : Dheepan de Jacques Audiard : Monsieur Habib
- 2017 : Lola Pater de Nadir Moknèche : le sheikh
- 2017 : Volubilis : Si Mohamed
- 2017 : Les Bienheureux de Sofia Djama : Amin
- 2018 : Sofia de Meryem Benm'Barek : Faouzi